# Đường cao tốc Mỹ An – Cao Lãnh
Đường cao tốc Mỹ An – Cao Lãnh (ký hiệu toàn tuyến là CT.02) là một đoạn đường cao tốc thuộc hệ thống đường cao tốc Bắc – Nam phía Tây thuộc tỉnh Đồng Tháp.

## Vị trí
Tuyến đường có điểm đầu tuyến tại nút giao với Quốc lộ N2 tại xã Đốc Binh Kiều và điểm cuối tuyến giao với đường cao tốc Cao Lãnh – Vàm Cống và Quốc lộ 30 tại nút giao An Bình thuộc phường Mỹ Trà, tỉnh Đồng Tháp.

## Thông số kỹ thuật
Tuyến đường có chiều dài gần 27 km, thiết kế theo tiêu chuẩn đường cao tốc, tốc độ thiết kế 100 km/h, quy mô 6 làn xe và 2 làn khẩn cấp. Trước mắt phân kỳ đầu tư với quy mô theo tiêu chuẩn đường cấp III đồng bằng, tốc độ thiết kế 80 – 90 km/h, giai đoạn 1 có 4 làn xe không có làn dừng khẩn cấp, bố trí điểm dừng khẩn cấp cách nhau từ 4 – 5 km/1 điểm, bề rộng nền đường 17m, bề rộng mặt đường 16m, giải phóng mặt bằng 1 lần theo quy hoạch 6 làn xe hoàn chỉnh. Giai đoạn hoàn chỉnh, quy mô mặt cắt ngang của tuyến sẽ được nâng lên 6 làn xe, bề rộng nền đường 32,25m, bề rộng mặt đường 30,75m. Quy mô công trình cầu phù hợp với quy mô nền đường.

## Xây dựng
Bộ Giao thông Vận tải đã phê duyệt báo cáo nghiên cứu khả thi dự án đường cao tốc Mỹ An – Cao Lãnh giai đoạn 1 vào ngày 14 tháng 1 năm 2024. Theo đó, công trình có tổng mức đầu tư giai đoạn 1 hơn 6.127 tỷ đồng. Trong đó, vốn vay ODA từ Quỹ hợp tác phát triển kinh tế Hàn Quốc là khoảng hơn 4.462 tỷ đồng (tương đương hơn 188 triệu USD); vốn đối ứng của Việt Nam là 1.665 tỷ đồng. Thời gian thực hiện trong 5 năm, khi hiệp định vay có hiệu lực.
Sáng 26.7.2025, tại xã Tháp Mười, Bộ Xây dựng phối hợp UBND tỉnh Đồng Tháp khởi công dự án xây dựng đường cao tốc Mỹ An - Cao Lãnh (giai đoạn 1). 

## Chi tiết tuyến đường

### Làn xe
- 4 làn xe và 2 làn dừng khẩn cấp

### Chiều dài
- Toàn tuyến: 26 km

### Tốc độ giới hạn
- Tối đa: 100 – 120 km/h, Tối thiểu: 60 km/h

## Lộ trình chi tiết
- IC : Nút giao, JCT : Điểm lên xuống, SA : Khu vực dịch vụ (Trạm dừng nghỉ), TN : Hầm đường bộ, TG : Trạm thu phí, BR : Cầu
- Đơn vị đo khoảng cách là km.

| Số                                                      | Tên                                                 | Khoảng cách từ đầu tuyến                            | Kết nối                                             | Ghi chú                                             | Vị trí                                              | Vị trí                                              |
| Kết nối trực tiếp với Đường cao tốc Đức Hòa – Mỹ An     | Kết nối trực tiếp với Đường cao tốc Đức Hòa – Mỹ An | Kết nối trực tiếp với Đường cao tốc Đức Hòa – Mỹ An | Kết nối trực tiếp với Đường cao tốc Đức Hòa – Mỹ An | Kết nối trực tiếp với Đường cao tốc Đức Hòa – Mỹ An | Kết nối trực tiếp với Đường cao tốc Đức Hòa – Mỹ An | Kết nối trực tiếp với Đường cao tốc Đức Hòa – Mỹ An |
| ------------------------------------------------------- | --------------------------------------------------- | --------------------------------------------------- | --------------------------------------------------- | --------------------------------------------------- | --------------------------------------------------- | --------------------------------------------------- |
| 1                                                       | IC Mỹ An                                            | 0.0                                                 | Quốc lộ N2                                          | Đầu tuyến đường cao tốc Đang thi công               | Đồng Tháp                                           | Đốc Binh Kiều                                       |
| 2                                                       | IC Đường tỉnh 847                                   |                                                     | Đường tỉnh 847                                      | Đang thi công                                       | Đồng Tháp                                           | Mỹ Quý                                              |
| 3                                                       | IC CT.36                                            |                                                     | Đường cao tốc Hồng Ngự – Trà Vinh                   | Đang thi công                                       | Đồng Tháp                                           | Mỹ Trà                                              |
| 4                                                       | IC An Bình                                          | 26.2                                                | Quốc lộ 30                                          | Cuối tuyến đường cao tốc                            | Đồng Tháp                                           | Mỹ Trà                                              |
| Kết nối trực tiếp với Đường cao tốc Cao Lãnh – Vàm Cống |                                                     |                                                     |                                                     |                                                     |                                                     |                                                     |
| 1.000 mi = 1.609 km; 1.000 km = 0.621 mi                |                                                     |                                                     |                                                     |                                                     |                                                     |                                                     |